# Lotononis ambigua
Lotononis ambigua är en ärtväxtart som beskrevs av Dummer. Lotononis ambigua ingår i släktet Lotononis och familjen ärtväxter. Inga underarter finns listade i Catalogue of Life.